# Västerås
Ne doit pas être confondu avec la commune de Västerås.
Västerås (/vɛstɛrˈoːs/ ) est une ville suédoise située sur le lac Mälar, dans une zone appelée Mälardalen qui regroupe plusieurs importantes villes suédoises, dont la capitale, Stockholm. Avec 110 877 habitants, c'est la sixième ville de Suède. La ville est le chef-lieu du comté de Västmanland et de la commune de Västerås (136 532 habitants).
La ville est l'une des plus anciennes de Suède. Elle devint dès le XIIe siècle un centre religieux important, comme en témoigne encore la cathédrale. Ce fut aussi par sa position stratégique un centre important du commerce. Sous l'époque de Gustave Vasa, Västerås devint au cœur de l'histoire du pays, avec en particulier la création du Riksdag (parlement suédois), en 1527, où fut décidée la Réforme en Suède. Si les siècles qui suivirent virent décliner son importance, l'arrivée de l'entreprise ASEA à la fin du XIXe siècle la lui rendit. De nos jours, ASEA (devenue Groupe ABB) est toujours un des principaux employeurs de la ville, mais de nombreuses autres industries de pointe s'y sont installées. La ville a aussi vu la création de plusieurs entreprises à succès telles que H&M.

## Géographie

### Localisation

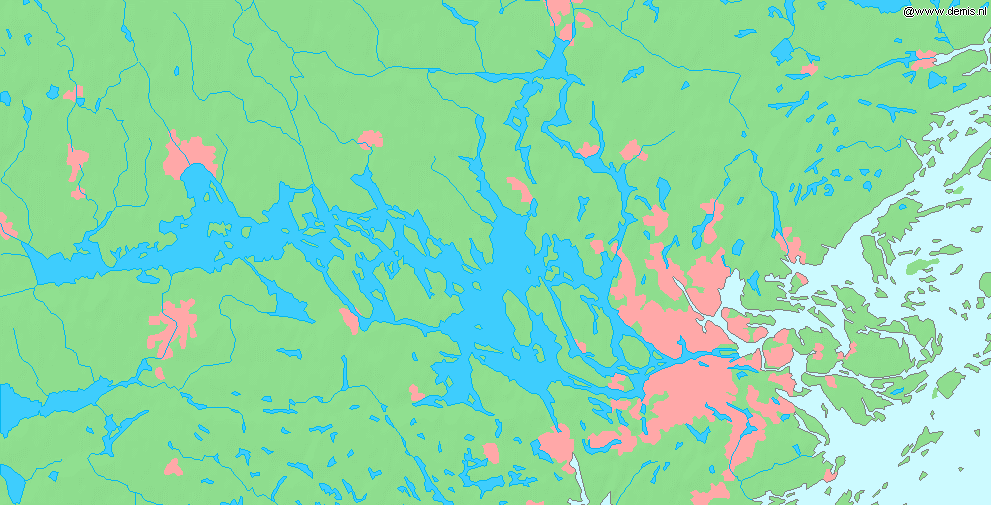
Carte du lac Mälar. Västerås est la plus grande ville située en haut à gauche

Västerås est située en Mälardalen, qui est une des zones les plus peuplées de Suède, regroupant parmi les principales villes du pays, Stockholm (1 250 020 hab.), Uppsala (128 409 hab.), Örebro (98 237 hab.), Södertälje (60 279 hab.) et Eskilstuna (60 185 hab.). Un tiers de la population du pays est situé dans un rayon de 150 km autour de Västerås.
Plus précisément, la ville est située au niveau de l'embouchure de la rivière Svartån, dans une baie (le Västeråsfjärden) du lac Mälar. Jusqu'à la fin de l'ère Viking, ce lac était en fait une baie de la mer Baltique, mais il s'est par la suite isolé de la mer à la faveur du rebond isostatique.
La ville est relativement proche du district de Bergslagen, une importante région minière, d'où furent extraits du fer, du cuivre mais aussi de l'argent.

### Climat
Le climat de Västerås est tempéré par la proximité de la mer Baltique et du lac Mälar. Il appartient au groupe Dfb selon la classification de Köppen. La région du lac Mälar possède un des plus importants ensoleillement du pays.
| Mois                     | jan. | fév. | mars | avril | mai  | juin | jui. | août | sep. | oct. | nov. | déc. | année |
| ------------------------ | ---- | ---- | ---- | ----- | ---- | ---- | ---- | ---- | ---- | ---- | ---- | ---- | ----- |
| Température moyenne (°C) | −3,8 | −3,8 | −0,2 | 4,7   | 11,1 | 15,9 | 17,1 | 15,8 | 11,4 | 7    | 1,5  | −2,2 | 6,2   |
| Précipitations (mm)      | 40   | 29,2 | 32,3 | 34,9  | 39,6 | 54,4 | 75,3 | 71,5 | 67,4 | 56,5 | 56,5 | 44,7 | 602,4 |

## Toponymie
La ville s'appelait initialement Västra Aros, qui signifie estuaire de l'ouest, désignant l'estuaire de la Svartån dans le lac Mälar. Le qualificatif ouest était rajouté pour la distinguer de Östra Aros, ancien nom d'Uppsala, désignant lui l'estuaire de la Fyrisån dans le lac Mälar. Le nom évolua ensuite, pour devenir Västerås.

## Histoire

### Moyen Âge

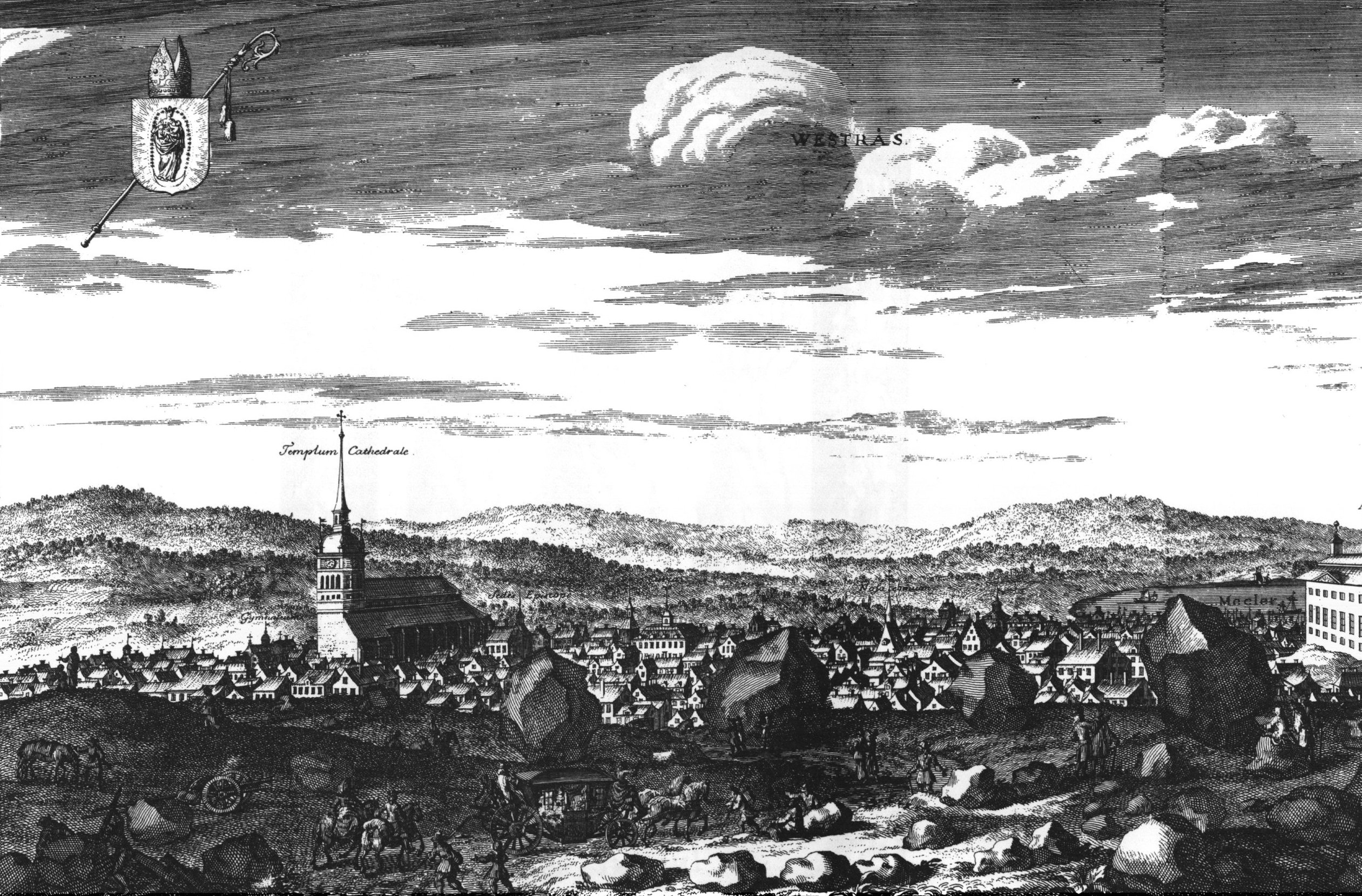
Västerås autour de l'année 1700

Le plus ancien sceau connu de la ville date de la fin du XIIIe siècle, mais Västerås était déjà un évêché au plus tard en 1164. La date exacte de la fondation de la ville est inconnue, mais elle a officiellement fêté ses 1000 ans en 1990. En 1244, un cloître dominicain s'installa dans la ville, soit 22 ans après le premier cloître dominicain nordique, installé à Lund (alors danoise). L'actuelle cathédrale de Västerås fut inaugurée le 16 août 1271.
Le développement économique de la ville va alors commencer, grâce à son port, où les minerais de fer et de cuivre du Bergslagen seront chargés et exportés vers la mer Baltique. Le château de Västerås, construit au XIIIe siècle permettait d'en assurer la protection.

### XVIe–XIXesiècle
Västerås se retrouva au XVIe siècle au cœur de l'histoire de la Suède. Le roi Christian II de Danemark s'empara du château, ainsi que de toute la Suède, en 1520. Mais la ville fut reprise par Gustave Ier Vasa en avril 1521. En 1527, Gustave Vasa, alors devenu roi de Suède, tint le reformationsriksdag dans lequel il déclara l'adoption de la réforme protestante dans le pays. Cette assemblée est l'ancêtre du Riksdag actuel.
Par la suite, Västerås perdit de son importance au profit de Stockholm.

### Industrialisation

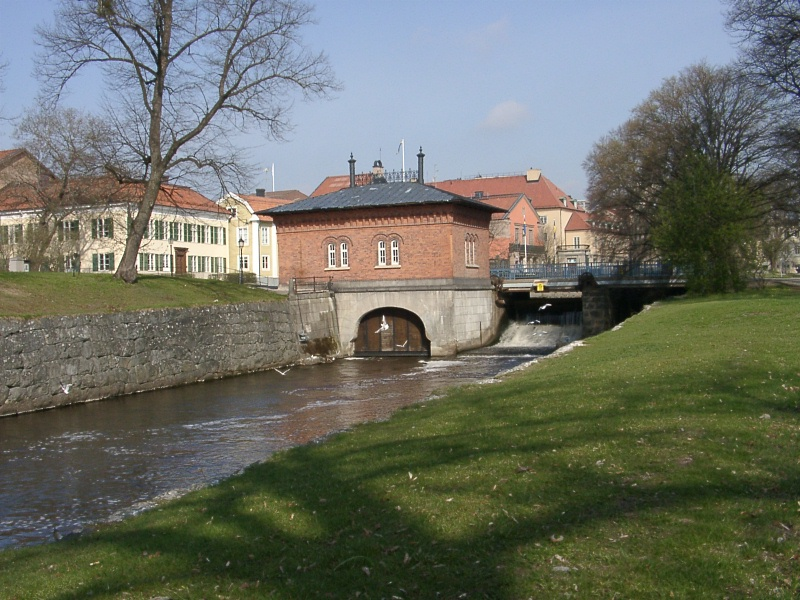
Turbinhuset

En 1884, la ville s'offre les services de l'entreprise Elektriska Aktiebolaget i Stockholm pour installer un éclairage de la cathédrale de Västerås. Plus tard, l'entreprise, ayant changé de nom pour Allmänna Svenska Elektriska Aktiebolaget (entreprise générale d'électricité suédoise) ou ASEA, décida de changer de locaux, leur usine d'Arboga étant devenue trop petite. Oskar Fredrik Wijkman, alors élu de Västerås, leur proposa un terrain dans la ville et une centrale hydroélectrique, Turbinhuset, construite sur la Svartån, pour fournir l'énergie nécessaire à la future usine. Grâce à cette offre, ASEA s'installa à Västerås ce qui scelle alors l'avenir de la ville: alors qu'en 1890, Arboga et Västerås était de taille similaire, cette dernière est maintenant 10 fois plus grande.

## Économie
Le développement économique de la ville est en grande partie lié à l'arrivée d'ASEA. Malgré la fusion avec Brown, Boveri & Cie (devenant ainsi ABB) et le transfert de son siège social vers Zurich, le site de Västerås conserva son importance. C'est encore à l'heure actuelle le principal employeur privé de la ville, employant près de 15 % de la population active. La présence d'ASEA a entraîné plusieurs autres compagnies du secteur à Västerås, telles que Westinghouse, Bombardier et Alstom. Le parc scientifique de la ville, Teknikbyn, établi en 1998, est le cinquième plus grand du pays.
La ville est aussi le lieu d'origine de plusieurs entreprises. Ainsi, ICA AB qui est l'une des plus grandes chaînes de supermarché nordique avec environ 2 200 magasins, ouvrit sa première boutique dans la ville. C'est aussi à Västerås que fut créé Hennes & Mauritz (H&M) en 1947.

## Population et société

### Démographie
La population de la ville a subi une forte augmentation à partir de 1890 et de l'installation d'ASEA dans la ville. Depuis 1970, la population s'est stabilisée, mais reprend sensiblement sa croissance depuis les années 2000. La population de la commune augmente d'environ 1 000 habitants par an depuis lors.
| 1570 | 1610 | 1650  | 1690  | 1730  | 1770  | 1810  | 1850  | 1890  | 1930   |
| ---- | ---- | ----- | ----- | ----- | ----- | ----- | ----- | ----- | ------ |
| 948  | 980  | 1 344 | 2 156 | 2 315 | 2 547 | 2 731 | 3 780 | 8 122 | 30 376 |

| 1950   | 1960   | 1965   | 1970   | 1975   | 1980   | 1990   | 1995    | 2000    | 2005    |
| ------ | ------ | ------ | ------ | ------ | ------ | ------ | ------- | ------- | ------- |
| 56 847 | 76 196 | 87 543 | 99 343 | 98 858 | 97 507 | 98 233 | 100 861 | 102 548 | 107 005 |

| 2010    | - | - | - | - | - | - | - | - | - |
| ------- | - | - | - | - | - | - | - | - | - |
| 110 877 | - | - | - | - | - | - | - | - | - |

### Éducation

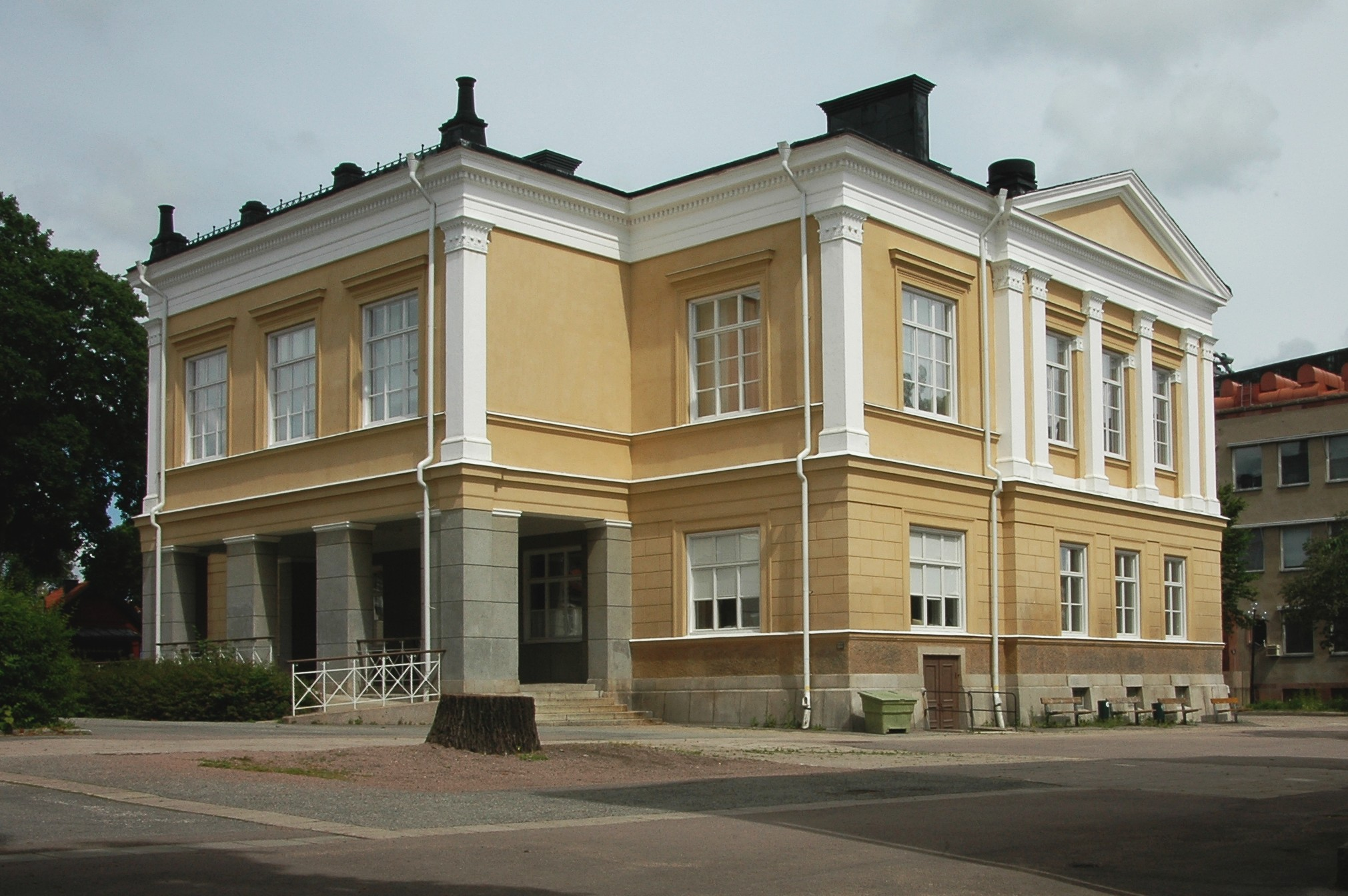
Rudbeckianska gymnasiet

Västerås a une longue tradition d'enseignement, liée à l'importance de la religion dans la ville. Ainsi en 1623, l'évêque de la ville, Johannes Rudbeckius fonde Rudbeckianska gymnasiet, premier établissement d'enseignement secondaire du pays. Il y a de nos jours 68 écoles primaires et 32 Gymnasiums dans la ville. L'enseignement supérieur est assuré par Mälardalens högskola, qui est l'un des seuls collèges universitaires suédois habilité à délivrer le diplôme de doctorat, ayant ainsi un statut proche du statut d'université.
Environ un tiers de la population de la ville possède un diplôme d'enseignement supérieur.

### Santé
Le premier hôpital de Västerås fut construit en 1776. De nos jours, la ville est le siège du principal hôpital du Västmanland, avec 3 000 employés et 600 lits: Centrallasarettet. En 2010, il a été classé en 3e meilleur hôpital du pays.

## Culture et patrimoine

### Patrimoine architectural
Un des bâtiments les plus notables de la ville est sa cathédrale, inaugurée en 1271. Elle mesure 93,2 m de long, 34,4 m de large et 91,8 m de haut, ce qui en fait la troisième plus grande cathédrale suédoise. La première tour fut achevée en 1417, mais la tour actuelle, de style baroque est plus récente, construite en 1695 selon les dessins de Nicodème Tessin le Jeune. À l'intérieur de la cathédrale se trouve la tombe d'Éric XIV de Suède.
Le château de Västerås fut construit au XIIIe siècle, pour protéger la ville, et fut d'ailleurs utilisé par la suite durant plusieurs conflits. Gustave Vasa en commanda la rénovation en 1540, les conflits l'ayant partiellement détruit, et il en profita pour demander un étage supplémentaire. Après 1640, cependant, la ville ayant perdu de son importance, le château fut abandonné, et en partie pillé. Il prit feu en 1736, et Carl Hårleman en entreprit alors la rénovation, donnant au château son apparence actuelle. Le château fut ensuite utilisé comme siège du gouverneur, puis comme prison, et enfin, en 1966, après une nouvelle restauration, le länsmuseet s'installa dans les locaux.

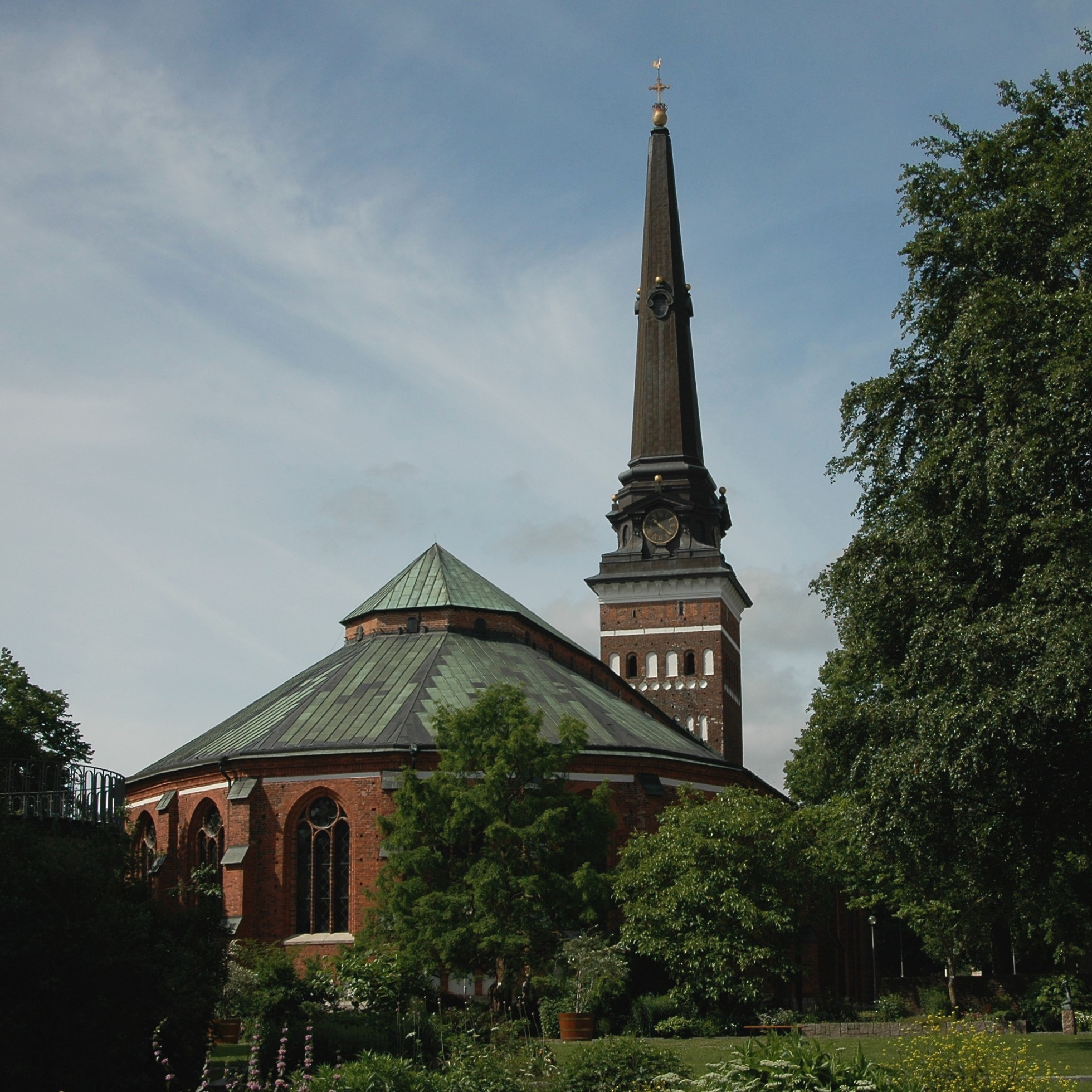
La cathédrale de Västerås
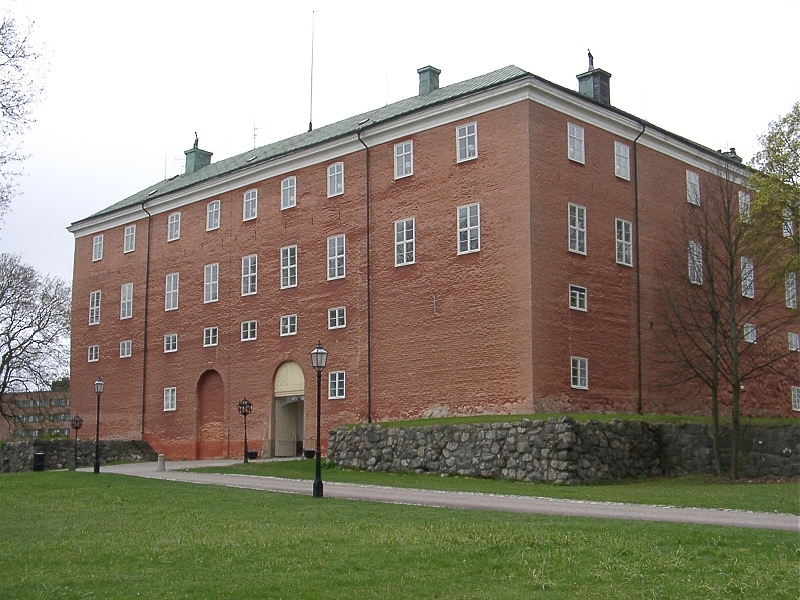
Le château de Västerås

Au-delà de ces bâtiments importants, le centre-ville de Västerås possède plusieurs quartiers ayant conservé leur charme originel. Le plus célèbre est Kyrkbacken (la colline de l'église), au nord de la cathédrale, dont la plupart des rues et des bâtiments datent du XVIIIe siècle. Le quartier était à l'époque un quartier pauvre, avec des maisons principalement en bois. Il échappa de peu à la démolition à la fin des années 1940, grâce à la volonté de certaines personnes de le préserver.

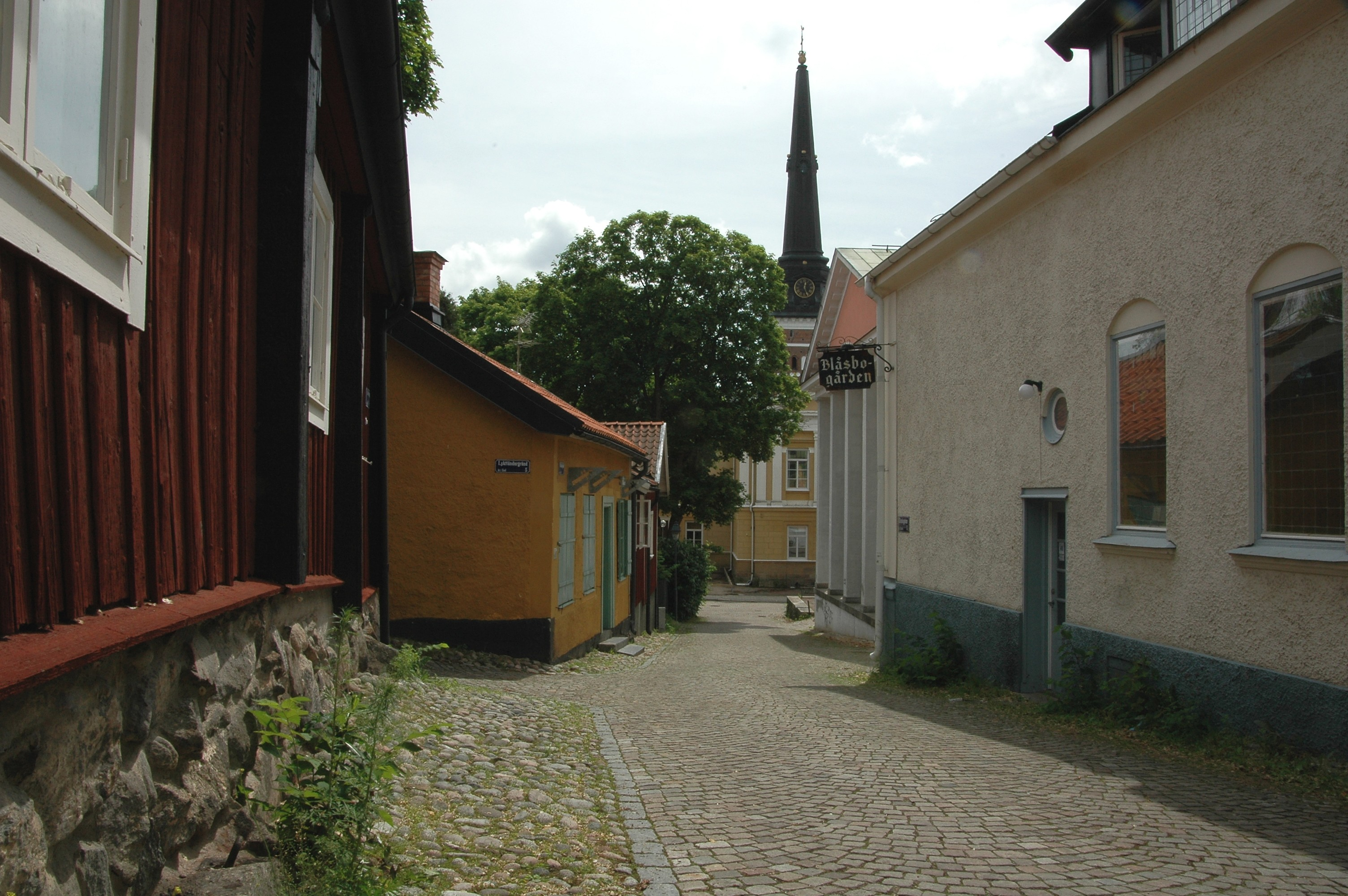
Quartier de Kyrkbacken, se composant de vieilles maisons en bois dans un dédale de ruelles tortueuses.
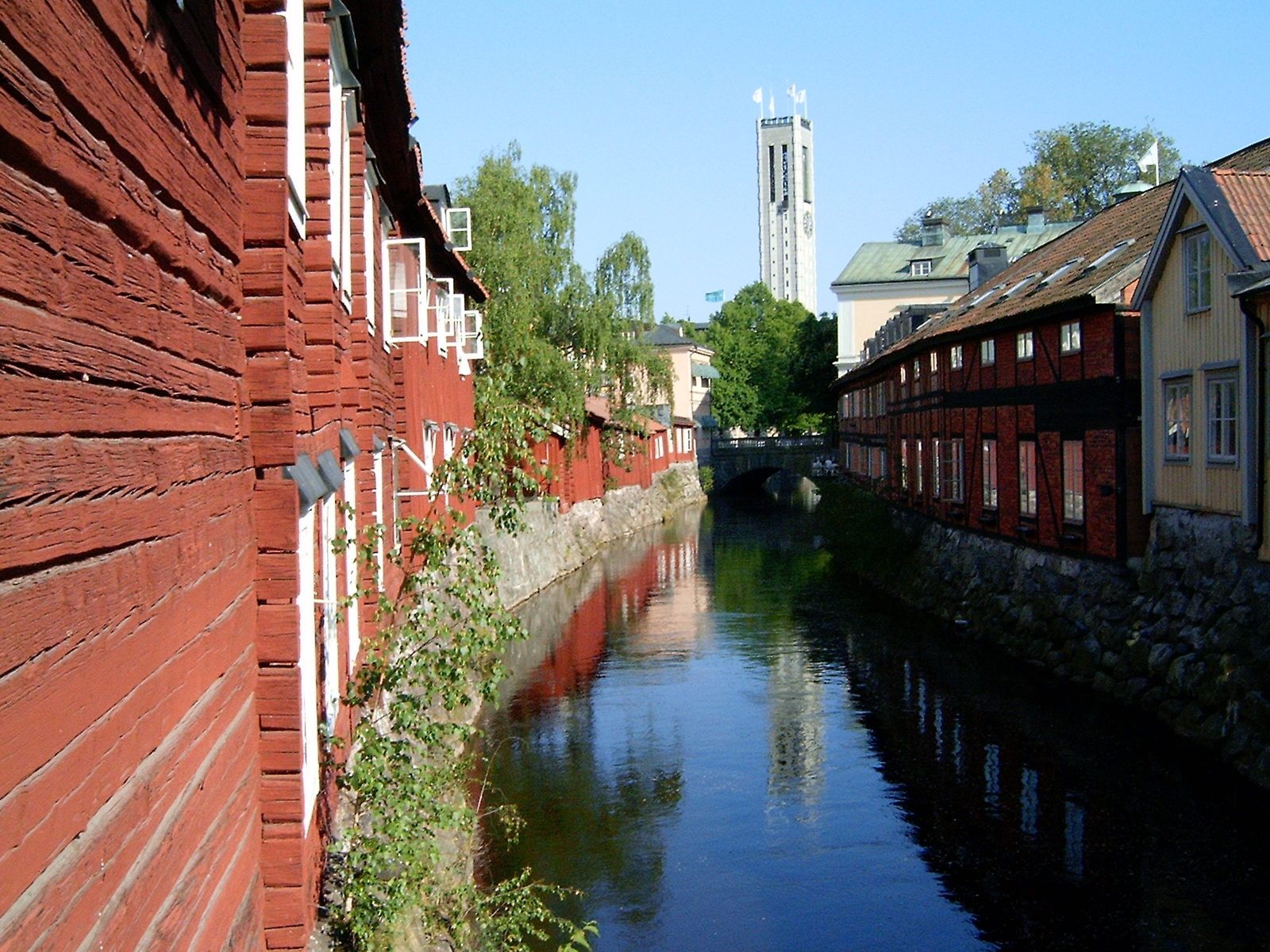
La Svartån et l'hôtel de ville en arrière-plan.

Mais Västerås possède aussi plusieurs bâtiments intéressants datant du XXe siècle, en particulier durant l'époque où Erik Hahr était architecte de la ville (1909-1935). Un des premiers bâtiments conçus par Erik Hahr dans la ville est l'hôtel de Västerås (Elite Stadshotellet). Le bâtiment fut proposé en 1898, afin d'accueillir un hôtel, un restaurant, un salon de coiffure, un magasin d'alcool et une salle de fête. Il fut finalement construit en 1907 dans un style art nouveau. Un autre bâtiment caractéristique de cette période est Ottarkontoret, construit entre 1916 et 1919. Ce bâtiment fut construit pour l'entreprise ASEA, et avec sa surface de 12 000 m2 fut le plus grand immeuble de bureaux de Suède.

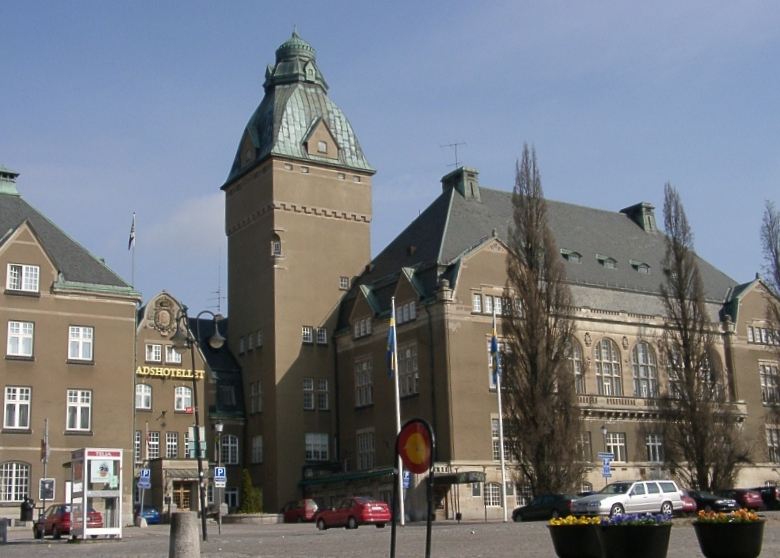
Hôtel de Västerås.
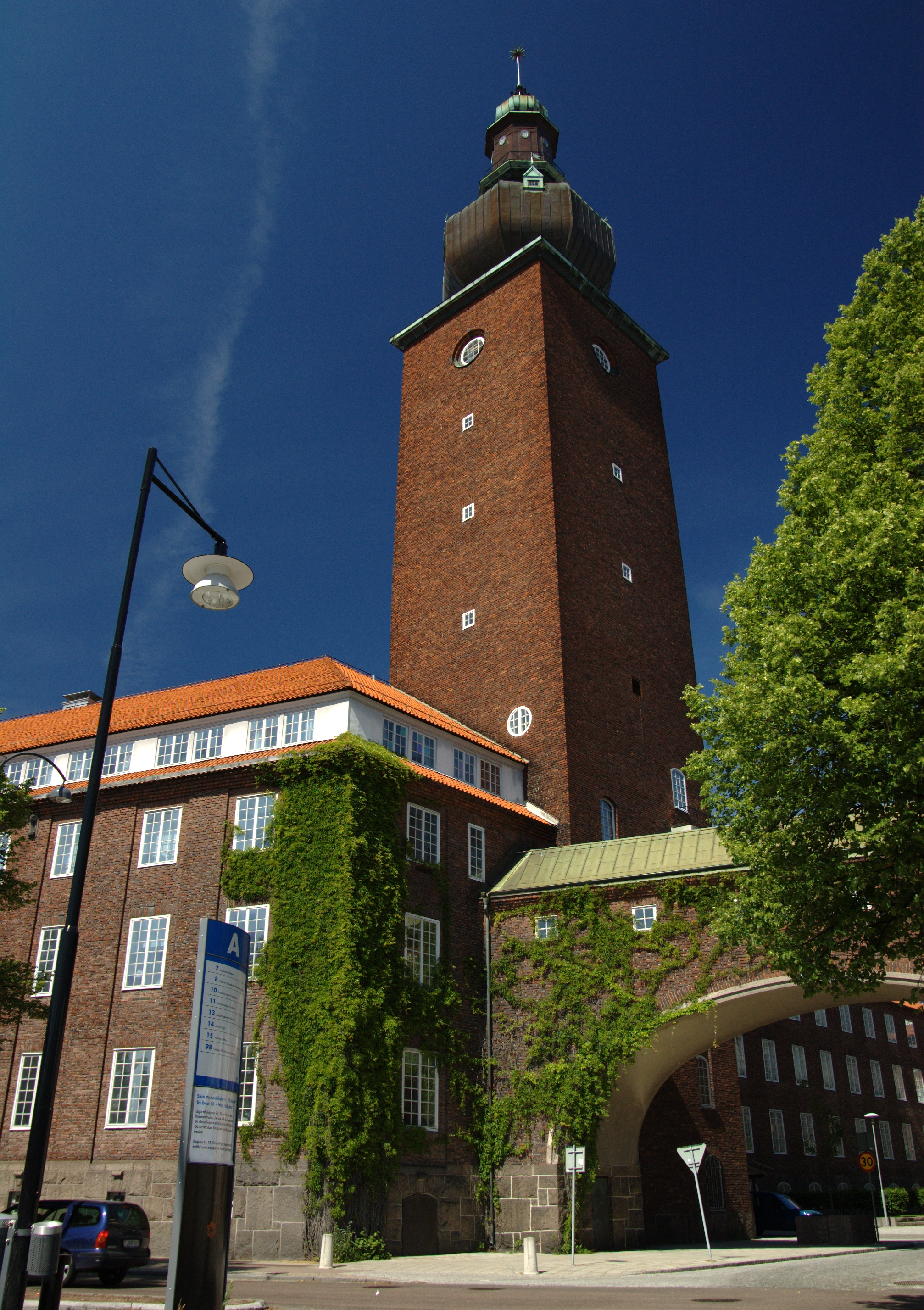
Le bâtiment principal d'ASEA, Ottarkontoret.
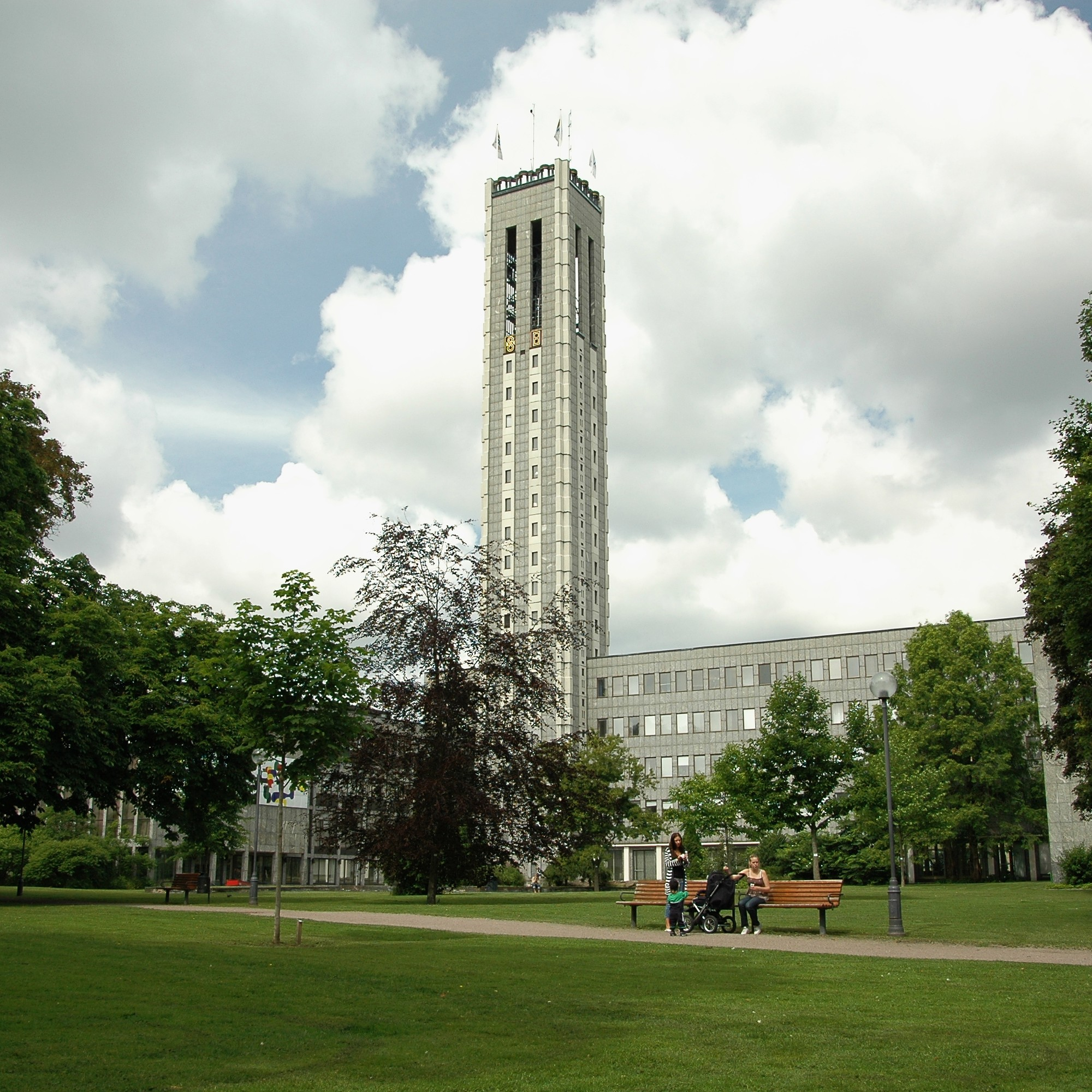
Hôtel de ville de Västerås.

### Vie culturelle

#### Musées

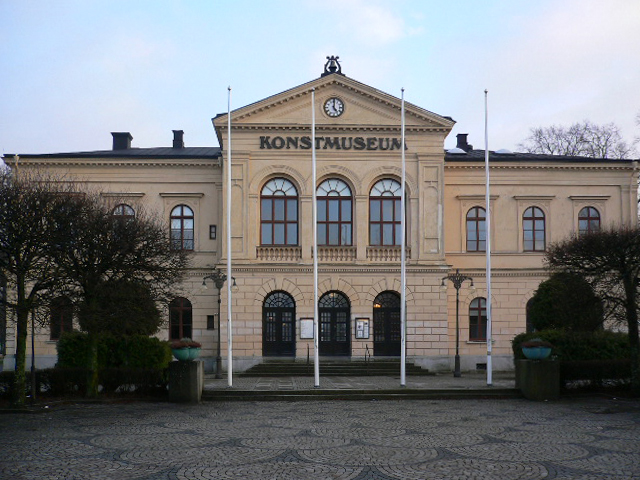
Locaux du musée d'art de Västerås jusqu'en 2010.

Västerås possède plusieurs musées, dont le plus visité, avec environ 176 159 visiteurs en 2008 est le musée de plein-air Vallby Friluftsmuseum. Les origines du musée remontent à la fondation de l'association Västmanlands fornminnesförening (approximativement association des monuments historiques du Västmanland) par Richard Dybeck en 1861. En 1917, l'association acheta une grange pour la sauver de la destruction, ce fut le début de la collection du musée, qui n'ouvrit réellement qu'en 1926, fondé par Sven T. Kjellberg (qui géra par la suite le musée Kulturen à Lund). Le musée possède maintenant une quarantaine de bâtiment provenant de l'ensemble du comté de Västmanland, datant d'entre 1600 et 1950.
La ville possède aussi son musée d'art, Västerås konstmuseum, visité par 49 375 personnes en 2008. Le musée a été fondé en 1972 par le don à la ville de la collection d'art accumulée par l'association d'art de Västerås (Västerås Konstförening) depuis 1919. La collection du musée est principalement constituée d'œuvre d'artistes suédois.
Västerås, étant le chef-lieu du Västmanland, accueille aussi le musée du comté (Västmanlands läns museum), ayant reçu 42 392 visiteurs en 2008. L'exposition du musée est située dans la première usine d'ASEA.

#### Autres

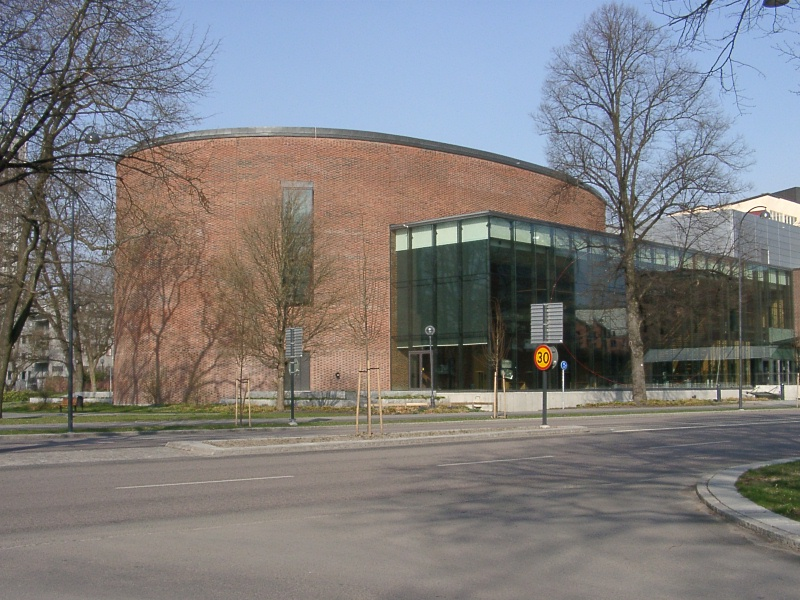
La salle de concert de Västerås.

La principale salle de concert de la ville est Västerås Konserthus construite en 2002. Elle comprend en fait deux salles, une de 912 places et une plus petite de 150-200 places. Elles accueillent en particulier les concerts de Västerås Sinfonietta, un des plus anciens orchestres de Suède, dont l'histoire remonte à 1883.
La ville possède aussi un grand théâtre, inauguré en 1915 avec la pièce Gustav Wasa d'August Strindberg. Il fut cependant vite converti en salle de cinéma et est resté ainsi jusqu'en 1950. Le théâtre est redevenu le théâtre régional en 1977. Il possède plusieurs salles, dont la Grand Salle pouvant accueillir 420 personnes et la Petite Salle pouvant accueillir 130 personnes. C'est dans ce théâtre que la compagnie Teater Västmanland, qui était le premier ensemble national en dehors de Stockholm, a commencé son activité. Certaines pièces sont aussi jouées en plein air, dans le musée Vallby Friluftsmuseum.
La ville possède deux maisons de la Culture : Culturen et Växhuset.

### Personnalités liées à la ville
- H. Peter Anvin, développeur de Linux
- Mikael Backlund, joueur de Hockey sur glace
- Patrik Berglund, joueur de Hockey sur glace
- Maria Bonnevie, actrice
- Pontus Kåmark, joueur de football
- Nicklas Lidström, joueur de

Hockey sur glace
- Mikael Mogren, écrivain et évêque de Västerås.
- Stefan Pettersson, joueur de football
- Promoe, rappeur
- Aina Wifalk, inventrice du déambulateur
- Bobo Stenson, pianiste de jazz
- Esbjörn Svensson, pianiste de jazz
- Mai Zetterling, actrice et réalisatrice
- Loreen, chanteuse
- Ana Diaz, chanteuse
- Jasmine Petite, militante
- Pugh Rogefeldt, musicien

## Transport

### Vélo

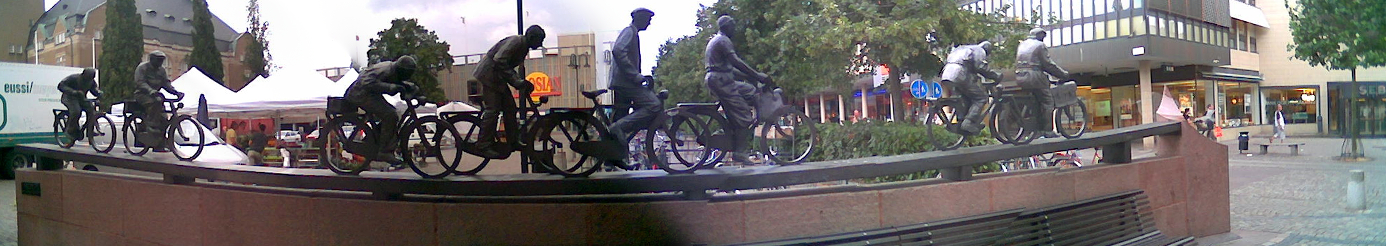
Aseaströmmen.

Dans les années 1950, la ville commença à construire plusieurs pistes cyclables pour faciliter le déplacement des ouvriers d'ASEA. La statue Aseaströmmen (approximativement le flux d'ASEA), construite en centre-ville, symbolise ce flux de cycliste vers l'usine. Aujourd'hui, la ville compte 350 km de piste cyclable, dont plusieurs centaines de ponts et tunnels pour éviter les croisements avec la route.

### Transport routier

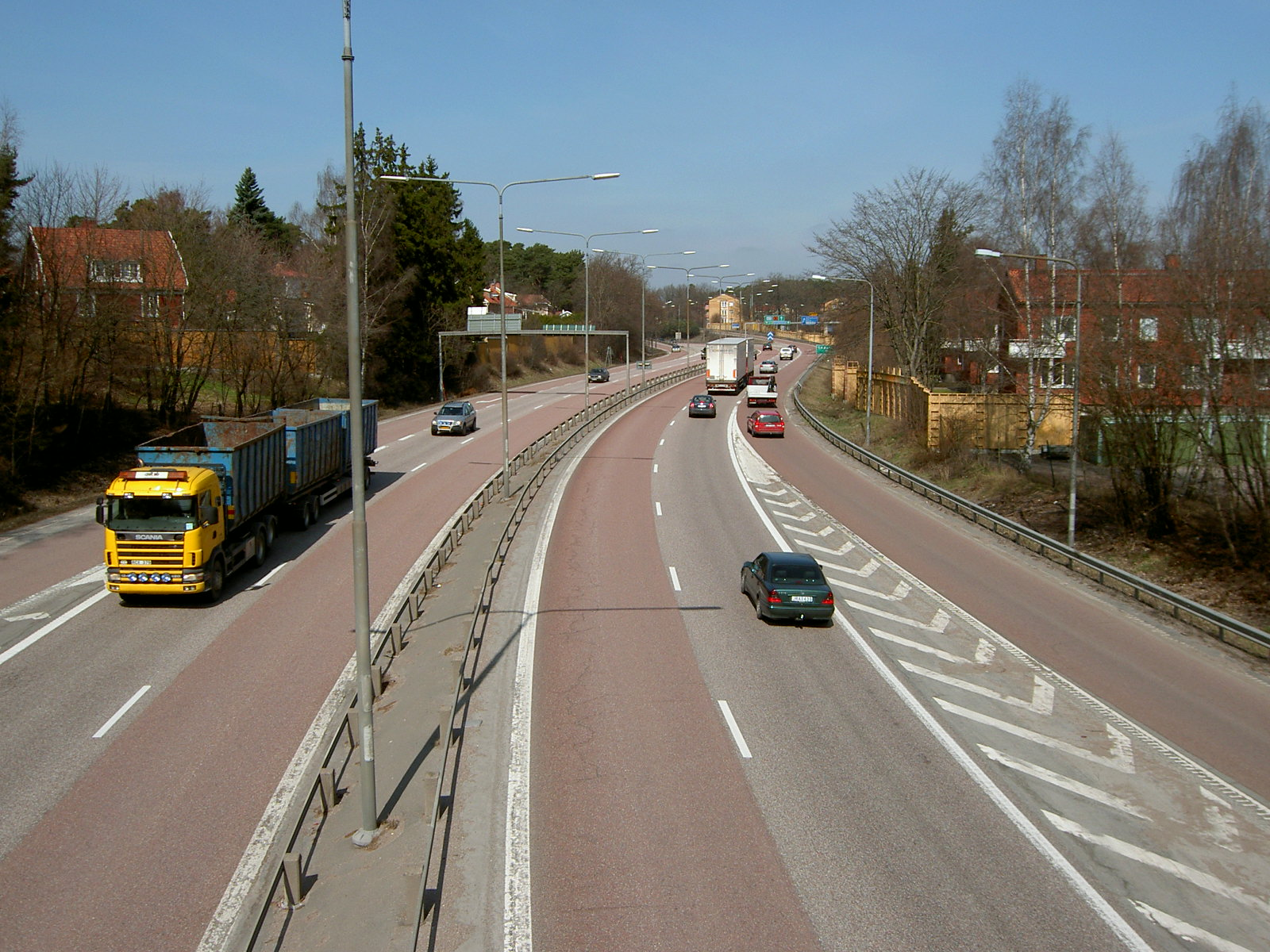
La E18, au niveau de Västerås.

La ville est traversée par la route européenne 18, la reliant à Stockholm, ainsi que par la route nationale 56 (Gävle-Norrköping). 
C'est aussi le point de départ de la route nationale 66 allant à Ludvika.

### Chemins de fer

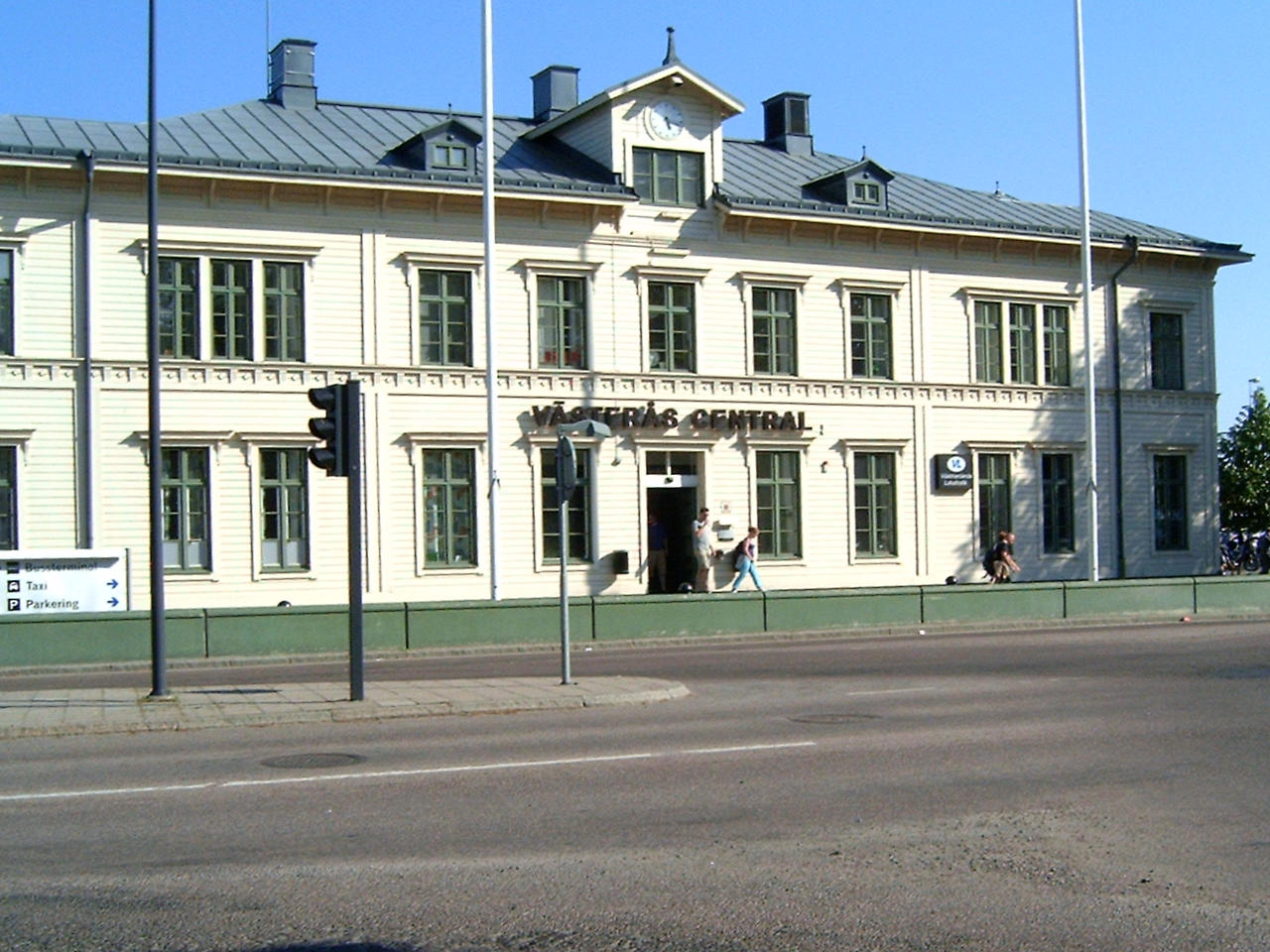
La gare centrale de Västerås.

Lorsque la ligne de chemin de fer Västra stambanan fut construite, il fut décidé de faire passer la ligne au sud du lac Mälar, malgré la présence d'Örebro et Västerås au nord. Pour pallier ce manque, une ligne privée fut construite en 1875, reliant Västerås à Stockholm et à la région minière Bergslagen. Cette ligne deviendra par la suite la ligne Mälarbanan, reliant Stockholm à Örebro et la partie nord vers le Bergslagen fait maintenant partie de la ligne Sala–Oxelösund.
Le trajet entre Stockholm et Västerås dure environ 50 min, avec une desserte d'au moins un train par heure. Il est aussi possible de relier Göteborg sans changements.

### Port

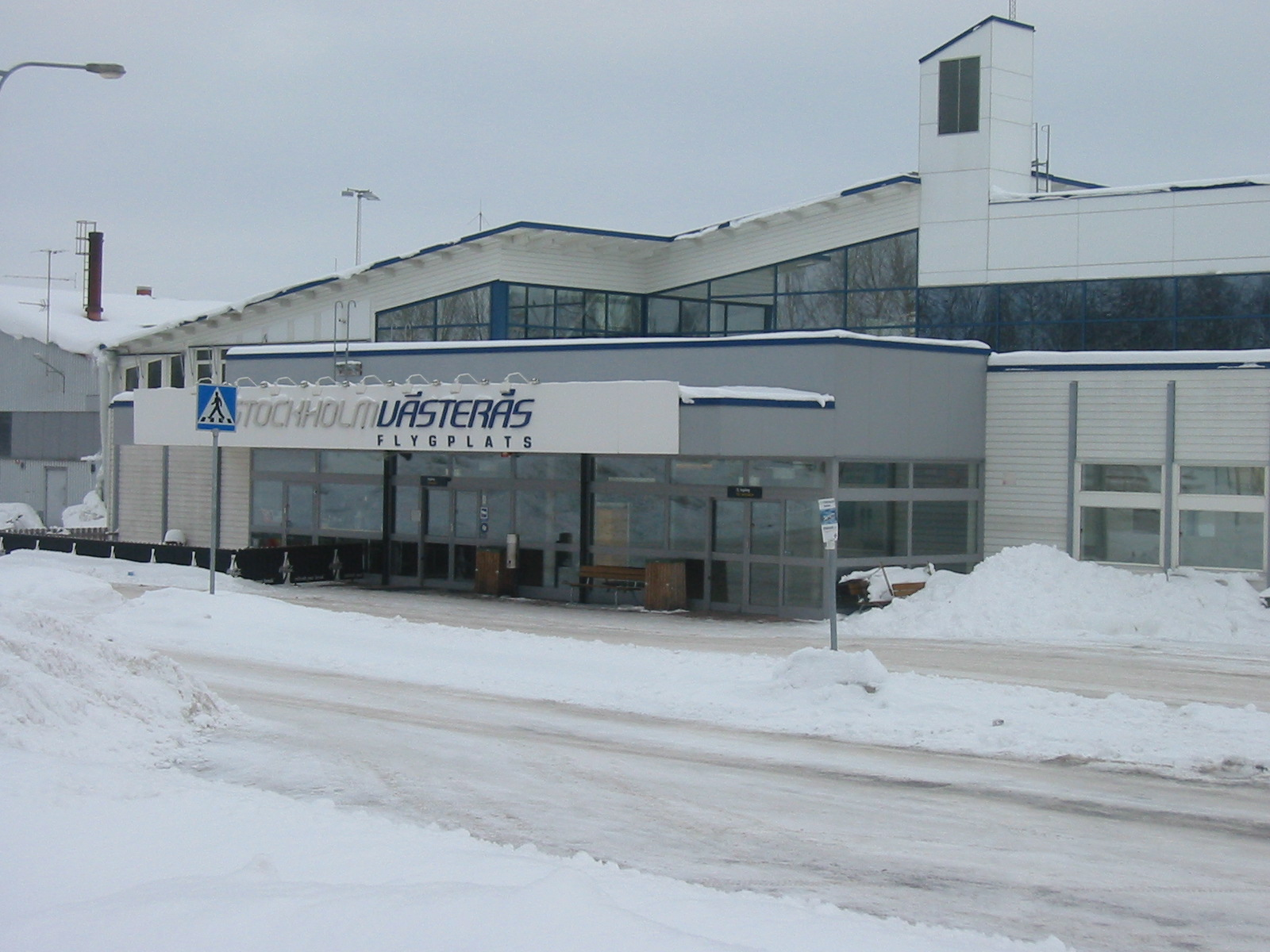
Aéroport de Stockholm-Västerås.

La position stratégique de Västerås sur le lac Mälar, et proche des mines de Bergslagen ont permis un important développement de son port, et ce avant même la fondation de la ville elle-même. Durant le Moyen Âge, le port était en concurrence avec ceux d'Arboga, de Köping et d'Örebro pour le déchargement des métaux et du bois vers le lac Mälar puis la mer Baltique, mais il finit par s'imposer. De nos jours, c'est le plus grand port intérieur de Suède.
En plus du transport de marchandises, le port de Västerås propose des services de transport de personnes dont des visites de l'archipel. Västerås possède aussi un port de plaisance de 3 200 places.

### Aéroports
La ville est située à 5 km de l'aéroport de Stockholm-Västerås. L'aéroport est principalement desservi par des compagnies aériennes à bas prix, dont en particulier Ryanair et Wizz Air, et possède un service de bus pour relier la capitale en environ 75 minutes. Il a vu transiter 174 496 passagers en 2009, principalement pour des vols internationaux.
Il existe aussi un petit aéroport, Johannisbergs flygfält, situé au sud-ouest de la ville et réservé à l'aviation de loisirs.